# Jaroslav Velc
Jaroslav Velc (* 29. srpna 1946, Kladno) je český malíř a ilustrátor.

## Životopis
Jaroslav Velc absolvoval v roce 1965 Střední uměleckoprůmyslovou školu v Praze. Nejprve pracoval v Aeru Vodochody, kde se podílel na ilustracích manuálů pro L-39 Albatros. Dlouhou dobu působil pro firmy Kovozávody Prostějov, Směr, Eduard, Dubena, Modela, OEZ Letohrad, CMK, Bílek, Airmodel, KARO-AS Modellbau, Monogram, Matchbox a Revell, kde navrhoval a maloval obaly na stavebnicové modely. Jednalo se o stovky ilustrací, velká část z nich byla reprodukována v monografii V oblacích vydané v roce 2022.
Působil také v časopise ABC a koncem 70. let byl fotografem Okresního muzea v Kladně. Od konce 80. let 20. století je ve svobodném povolání. Převážně se zabývá ilustrací časopisů, např. ABC, Letectví, Živa a dalších. Ilustroval řadu knih, např. Velká kniha válečného umění a Velká kniha dopravy, nakladatelství Artia Praha. Autor 34 ilustrací a knižních obálek pro nakladatelství: Albatros, Artia, Slovart, Mladá fronta, Naše vojsko, Mladé letá, Mustang, Fragment, Computer Press. Žije v Kladně.

## Ilustrace v odborné literatuře
- Encyklopedie českého a slovenského letectví II. Václav Šorel, Jaroslav Velc, 2008 Brno
- Plastikové modelářství, Václav Šorel, Jaroslav Velc, 1997 Praha
- Dopravní letadla světa, Zbyněk Kuna, Jaroslav Velc, 1993 Havlíčkův Brod
- Jednomotorová dopravní letadla, Václav Němeček, Jaroslav Velc, 1990 Praha
- Plastikový modelář: rady a návody k plnění a získání odznaku odbornosti, Václav Šorel, Jaroslav Velc, František Kobík, 1987 Praha
- Letadla československých pilotů, Václav Šorel, Jaroslav Velc, 1986 Praha
- Naše lokomotivy, Miroslav Malec, Jaroslav Velc, Michal Martinek, 1984 Praha
- Letecký modelář, Václav Šorel, Jaroslav Velc, František Kobík, 1983 Praha
- Učebnica pre autoškoly, Lubomír Tvorík, Jiří Košťál, Tomáš Skořepa, Jaroslav Velc, 1983 Praha
- Letadla československých pilotů. 2, Letadla 1918-1979, Václav Šorel, Jaroslav Velc, 1982 Praha

### Regionální literatura
Jeho malby zdobí stovky obalů stavebnic : Ondřej Špalek, Kladenský deník. – Roč. 9, č. 183 (20040807), s. (13)

### Regionální literatura - knihy
- Češi a Slováci v oblacích/Václav Šorel, Jaroslav Velc, 1993 Praha